# Titus Oates

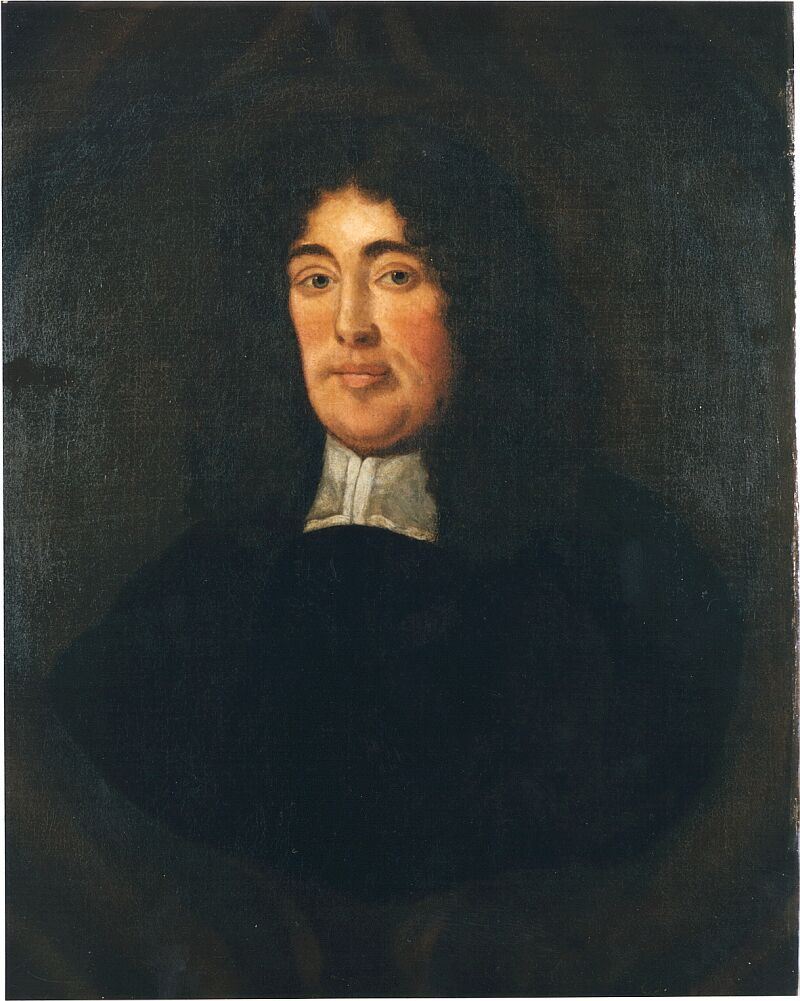
Titus Oates

Titus Oates (* 15. September 1649 in Oakham, Rutland; † 12. Juli/13. Juli 1705) war ein englischer Geistlicher und Hauptinformant über eine von ihm erfundene Papisten-Verschwörung (englisch Popish Plot), bei der angeblich Katholiken die Ermordung Karls II. planten, damit dessen katholischer Bruder die Gegenreformation in England durchführen sollte. Oates löste damit eine nationale Hysterie aus, die über drei Jahre anhielt und England in eine schwere innenpolitische Krise stürzte.

## Leben

### Herkunft
Titus Oates wurde am 15. September 1649 in Oakham in einer Familie von baptistischen Geistlichen geboren. Er besuchte die Merchant Taylors’ School in Northwood, um dann in Cambridge das Gonville and Caius College und das St John’s College zu besuchen. Er wurde danach anglikanischer Priester, aber bald wegen Gotteslästerung und Homosexualität entlassen.
Einige Monate später wurde er Hilfsgeistlicher und Vikar der Gemeinde von Bobbing in der Grafschaft Kent. Aber auch hier wurde er wegen Gotteslästerung und angeblicher Homosexualität entlassen.

### Königliche Marine
1677 ließ er sich zum Geistlichen des Schiffes Adventurer der königlichen Marine ernennen. Er wurde bald wegen Analverkehrs angeklagt, der in England zu dieser Zeit ein Kapitalverbrechen war, und wurde nur verschont, weil er Geistlicher war. Oates flüchtete ins Ausland und schloss sich vorübergehend den Jesuiten an.

### Jesuiten
Oates fand Unterschlupf in den beiden Jesuitenhäusern von Saint-Omer (Frankreich) und Valladolid (Spanien). Später behauptete er, er sei zum Schein Katholik geworden, um mehr über die Geheimnisse der Jesuiten und ein angebliches Jesuitentreffen in London zu erfahren. Er gab auch vor, einen Doktorgrad in katholischer Theologie erworben zu haben. Als er von London zurückkehrte, freundete er sich mit dem antikatholischen Geistlichen Israel Tonge an.

### Papisten-Verschwörung
Im August 1678 wurde König Karl II. durch Christopher Kirkby und später durch Israel Tonge vor katholischen Verschwörungen gewarnt. Namentlich Tonge sprach sehr weitreichende Verdächtigungen aus, die die Jesuiten, die englischen Katholiken und den französischen König Ludwig XIV. mit einbezogen. Karl II. zeigte sich aber keineswegs beunruhigt und übergab die Angelegenheit dem Earl of Danby. Dieser war aber antikatholisch eingestellt, hörte sich bereitwillig die Anschuldigungen an und bat Tonge, ihm Oates vorzustellen.
Am 6. September 1678 wendeten sich Oates und Tonge an den anglikanischen Untersuchungsrichter Sir Edmund Berry Godfrey. Oates gab vor, den Beweis dafür führen zu können, dass katholische Verschwörer einen Anschlag auf den König planten und beabsichtigten, ihn durch seinen katholischen Bruder Jakob, den Herzog von York, zu ersetzen. Alle protestantischen Führer sollten danach angeblich umgebracht werden.
Der Kronrat verhörte Oates, der am 28. September 43 Anschuldigungen gegen verschiedene Anhänger des katholischen Glaubens vorbrachte, darunter 541 Jesuiten und verschiedene katholische Adlige. Er beschuldigte im Einzelnen Sir George Wakeman, den Leibarzt der Königin, und Edward Coleman, den Sekretär der Herzogin von York Maria von Modena, einen Anschlag auf den König zu planen. Obwohl Oates wahrscheinlich nach dem Zufallsprinzip oder mit Hilfe des Earl of Danby auf die Namen gekommen war, fand sich unter der Korrespondenz von Coleman tatsächlich ein Brief an einen französischen Jesuiten, der Oates’ Anschuldigungen zu bestätigen schien.

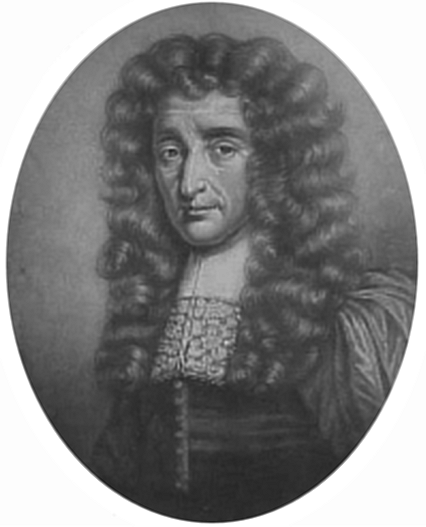
Untersuchungsrichter Godfrey

Andere, die Oates beschuldigte, waren Dr. William Fogarty, der Erzbischof von Dublin, Peter Talbot, Samuel Pepys und Lord Belasyse. Mit Hilfe des Earl of Danby wuchs die Liste auf 81 beschuldigte Personen an. Oates wurde das Kommando über einige Soldaten gegeben und er begann, Jesuiten zu verhaften, selbst solche, die ihm in der Vergangenheit geholfen hatten.
Der König glaubte den Anschuldigungen Oates’ noch immer nicht, wurde aber durch Parlament und öffentliche Meinung gedrängt, eine Untersuchungskommission einzurichten. Oates wurde immer wagemutiger und beschuldigte fünf katholische Lords der Beteiligung an der Verschwörung, die der Earl of Shaftesbury, ein Gegner des Königs, gleich in den Londoner Tower werfen ließ.
Am 24. November behauptete Oates, dass die Königin zusammen mit ihrem Leibarzt den König vergiften wolle, und versicherte sich dabei der Hilfe des „Hauptmannes“ William Bedloe, der für Geld bereit war, alles auszusagen. Der König nahm nun Oates persönlich ins Kreuzverhör, wies ihm einige Ungenauigkeiten und Lügen nach und befahl seine Verhaftung. Das Parlament forderte aber einige Tage später seine Freilassung, was einer Verfassungskrise gleichkam. Karl II. musste nachgeben.

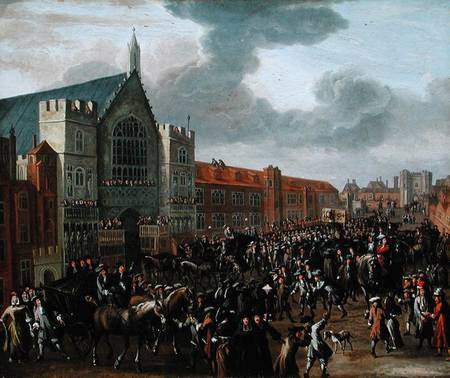
Titus Oates in London – Ölgemälde von 1687

### In Ämtern und Würden
Oates bezog nach seiner Freilassung in Whitehall eine vom Staat bereit gehaltene Wohnung und erhielt einen jährlichen Unterhalt von 1.200 £. Er lieferte bald neue Beschuldigungen. Er behauptete, dass Attentäter beabsichtigten, auf den König mit Silberkugeln zu schießen, was unheilbare Wunden hinterlassen würde. Oates wurde mit Lob überhäuft. Er beauftragte das College of Arms, seine Abstammung zu erforschen und ein Familienwappen für ihn zu entwerfen. Die Heraldiker gaben ihm das Wappen einer ausgestorbenen Familie. Gerüchte besagten sogar, Oates werde eine Tochter des Earl of Shaftesbury heiraten.

### Die Wende
Nachdem auf Grund von Oates’ Aussagen fünfzehn unschuldige Menschen hingerichtet worden waren, darunter auch der Erzbischof von Armagh, Oliver Plunkett, der am 1. Juli 1681 exekutiert wurde, begann Richter Scroggs, Menschen für unschuldig zu erklären. Der König ergriff gleichfalls Gegenmaßnahmen, und auch die öffentliche Meinung begann sich bald gegen Oates zu richten.

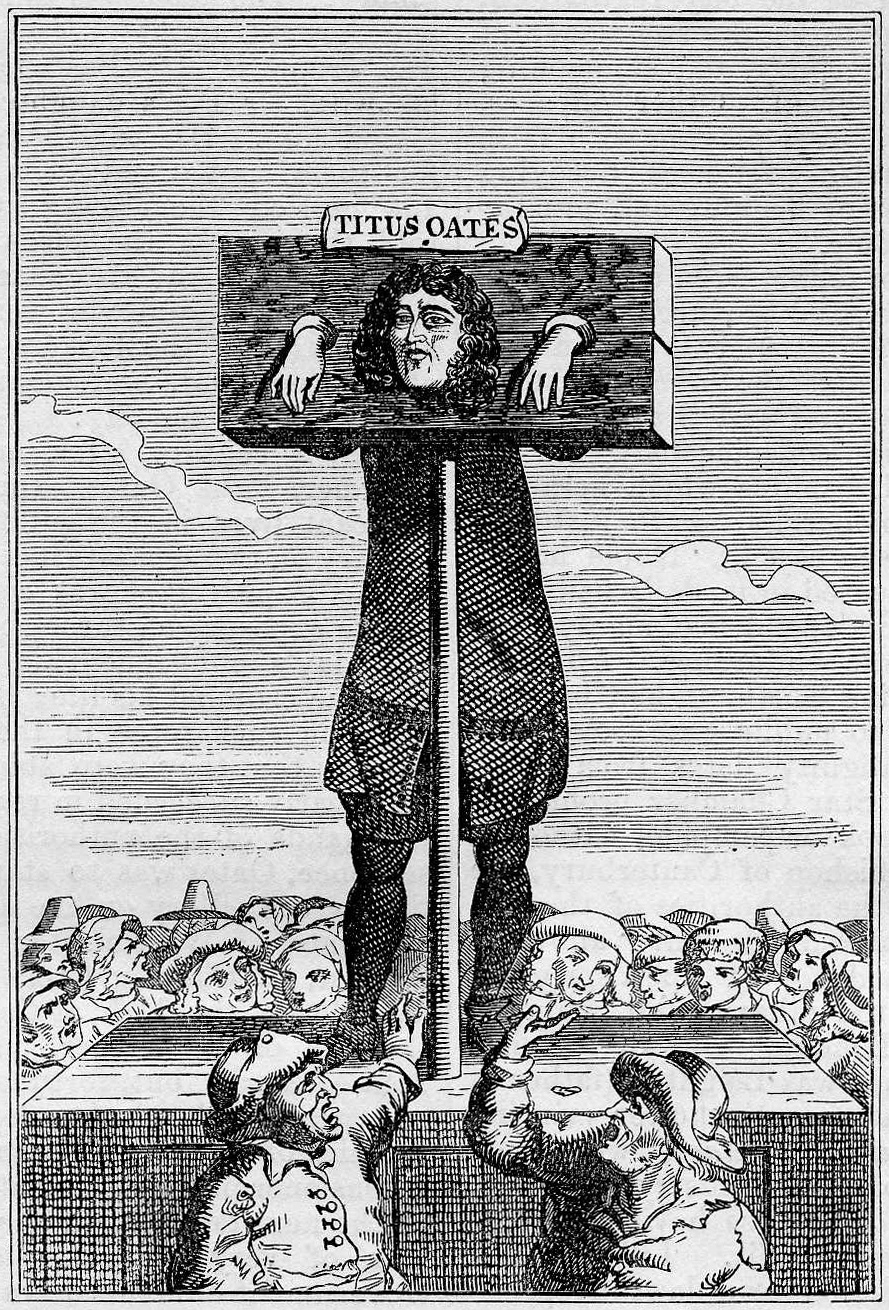
Stich des am Pranger stehenden Titus Oates

Am 31. August 1681 musste Oates seine Wohnung in Whitehall auf behördliches Geheiß verlassen, äußerte aber weiterhin öffentliche Verdächtigungen gegen jeden, den er als seinen Gegner betrachtete, sogar gegen den König und den Duke of York. Er wurde wegen Volksverhetzung festgenommen und zu einer Geldstrafe von 100.000 £ verurteilt, was einer lebenslangen Haft gleichkam, da er über diese Geldsumme nicht verfügte.

### Rache Jakobs II.
Als Jakob II. 1685 den Thron bestieg, ließ er Oates erneut vor Gericht stellen. Da dieser alle seine Anschuldigungen per Eid bekräftigt hatte, ließ Jakob II. ihn wegen Meineides dazu verurteilen, jährlich für einige Tage am Pranger zu stehen, seine geistliche Würde zu verlieren und lebenslang in Haft zu bleiben. Oates wurde einmal im Jahr aus seiner Zelle geholt und zum Pranger am Eingang der Westminster Hall gebracht, wobei er einen Hut tragen musste, auf dem zu lesen stand: „Titus Oates, mit erdrückender Beweislast zweier grässlicher Meineide überführt.“ Passanten durften ihn mit Eiern und Unrat bewerfen. Am folgenden Tag wurde er quer durch London geführt und am dritten Tag wurde er entkleidet, an einen Wagen gebunden und von Aldgate bis Newgate ausgepeitscht. Am vierten Tag wurde die Auspeitschung wiederholt. Sein Richter war Richter George Jeffreys, der feststellte, Oates sei eine „Schande für die Menschheit.“
Oates verbrachte die nächsten drei Jahre im Gefängnis. Beim Regierungsantritt Wilhelms III. und Marias II. von England wurde er begnadigt und ihm eine Pension von 5 £ die Woche gewährt. Seine Ehre und sein Ansehen wurden aber nicht wiederhergestellt. Die Pension wurde später gestrichen, aber 1698 erneut bewilligt und auf 300 £ im Jahr erhöht. Titus Oates starb am 12. oder 13. Juli 1705.

## Nachwirkung
- 2006 wurde Titus Oates vom BBC-Geschichtsmagazin zum schlimmsten Briten des 17. Jahrhunderts gewählt. Er steht auch an dritter Stelle in der Liste der schlimmsten Briten des letzten Jahrtausends.[1][2][3]

### Deutsch
- J. Spillmann: Die Blutzeugen aus den Tagen der Titus-Oates-Verschwörung 1678–1681. Herder, Freiburg i. Br. 1901.
- Eckehard Korthals: Die antipapistische Bewegung in England während der Restaurationszeit. 1970, DNB 482075929.

### Englisch
- Elaine Kidner Dakers: Titus Oates, by Jane Lane. Greenwood Press, Westport, Conn. 1971, OCLC 252027600.
- Malcolm V. Hay: Jesuits and the Popish Plot. Kessinger Publishing, 2003, ISBN 0-7661-3381-8.
- John Pollock: The Popish Plot: A Study in the History. Kessinger Publishing, 2005, ISBN 1-4179-6576-2.
- Caroline M. Hibbard: Charles I and the Popish Plot. University of North Carolina Press, Chapel Hill 1983, ISBN 0-8078-1520-9.